# Míng tian bi zuo tian chang jiu
Míng tian bi zuo tian chang jiu (englischer Festivaltitel Tomorrow Is a Long Time) ist ein Jugendfilm, der 2023 in Singapur, Taiwan, Frankreich und Portugal unter der Regie von Jow Zhi Wei produziert wurde. Der Film feierte am 18. Februar 2023 auf der Berlinale seine Weltpremiere in der Sektion Generation.

## Handlung
Meng und sein Vater Chua, ein Schädlingsbekämpfer, bekommen die Folgen von Gewalttaten zu spüren: Meng wird von einer Bande Klassenkameraden drangsaliert. Im Militärdienst sucht er einen Ausweg. Der Dschungel, in dem er eingesetzt ist, ist eine neue Welt für ihn, und er lernt sich dort besser kennen.

## Produktion

### Filmstab
Regie führte Jow Zhi Wei, Míng tian bi zuo tian chang jiu ist sein erster Spielfilm. Davor führte er bei mehreren Kurzfilmen Regie und schrieb auch die Drehbücher dafür.
In wichtigen Rollen sind Leon Dai und Edward Tan zu sehen.

### Dreharbeiten und Veröffentlichung
Der Film feierte am 18. Februar 2023 auf der Berlinale seine Weltpremiere in der Sektion Generation.

## Auszeichnungen und Nominierungen
- 2023: Internationale Filmfestspiele Berlin[3]